# Metimna
Métimna (in greco Μήθυμνα?, Mithymna) è un ex comune della Grecia nella periferia dell'Egeo Settentrionale (unità periferica di Lesbo) con 2.433 abitanti secondo i dati del censimento 2001.
È stato soppresso a seguito della riforma amministrativa, detta Programma Callicrate, in vigore dal gennaio 2011, ed è adesso compreso nel comune di Lesbo, che coincide amministrativamente con l'intero territorio isolano.
Fino al 1919, il suo nome ufficiale fu Molybos (in greco Μόλυβος?, Molyvos); tale nome risale alla fine dell'era bizantina, ma è ancora utilizzato in ambito locale.

## Geografia

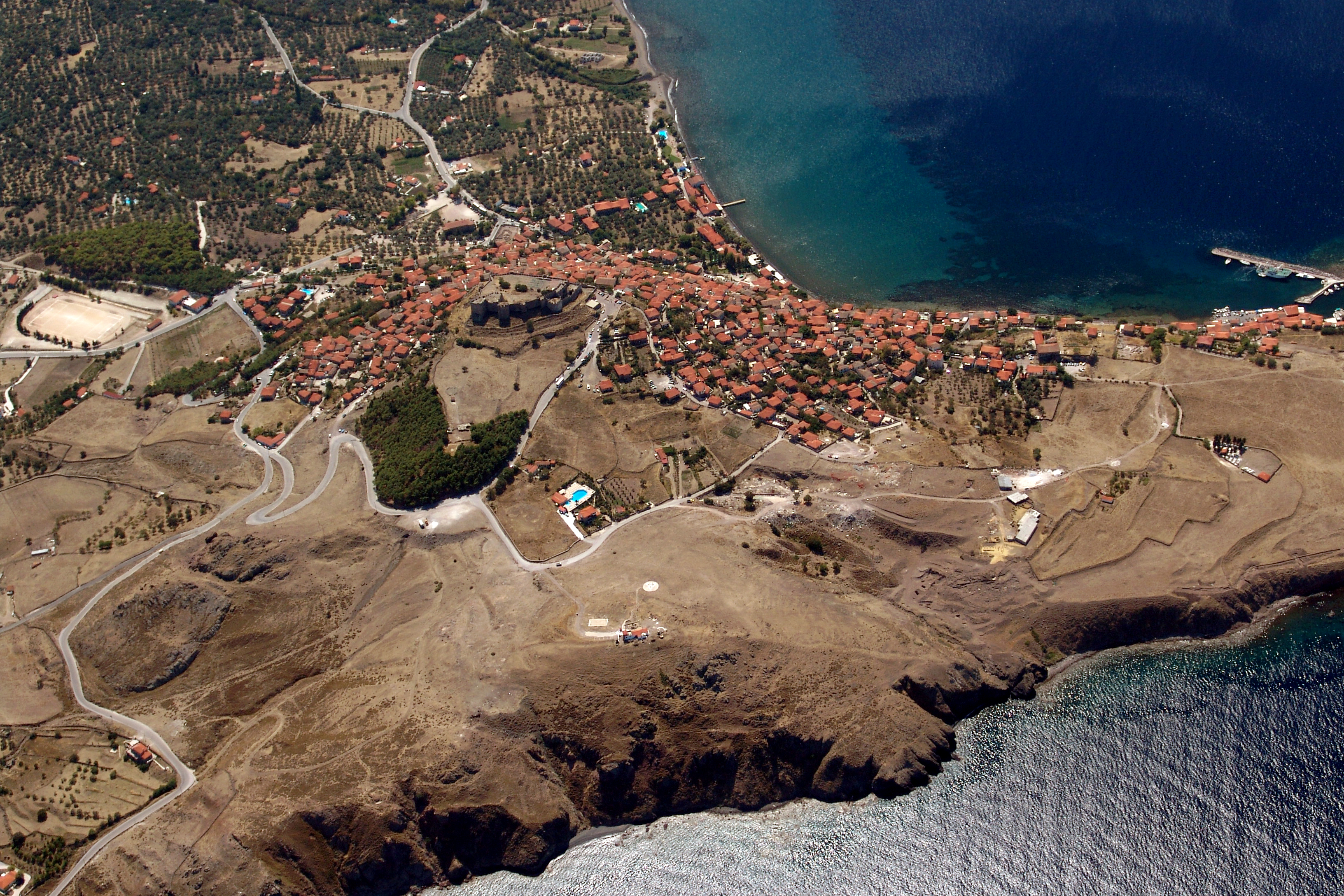
Vista aerea

Mètimna è la seconda città più importante dell'isola di Lesbo, dopo il capoluogo Mitilene, e si trova a nord-est di Ereso, a nord di Plomari e nord-ovest del capoluogo.
La città, con una popolazione di 1.399 abitanti al censimento del 2011, si trova sulla parte settentrionale dell'isola di Lesbo, a soli 6 km a nord della cittadina di Petra, famosa per la sua spiaggia. Una delle caratteristiche più evidenti della città è la vecchia fortezza genovese sulla collina nel centro della città.
Il territorio di Metimna si estende dalla città verso est e lungo la parte settentrionale dell'isola. È la più piccola unità comunale dell'isola, con una superficie di 50,166 km². La popolazione dell'ex comune era di 2.255 abitanti al censimento del 2011. Gli insediamenti più grandi dell'ex unità comunale sono Árgennos (240 abitanti) e Sykaminéa (207 abitanti).

## Storia
La comunità di Methymna era una città prospera ai tempi dell'antica Grecia. Il mito di fondazione della città deriverebbe da un'omonima Metimna (Μήθυμνα), figlia di Macareo e sposata con la personificazione di Lesbos.

### Periodo arcaico

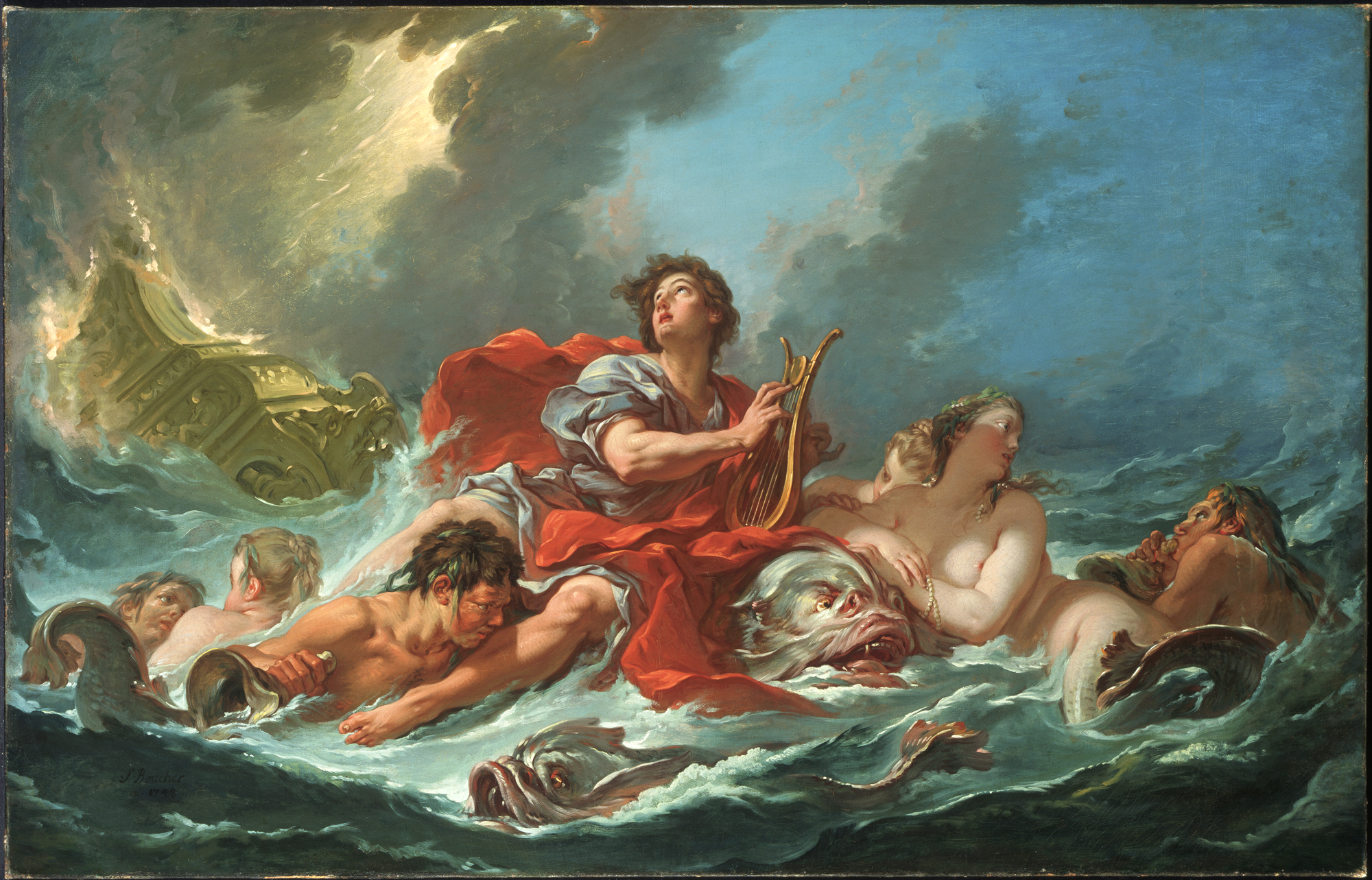
François Boucher, Arione di Metimna salvato da un delfino (olio su tela, 1748)

Molto poco si conosce di Metimna nel periodo arcaico, tuttavia il mito di Arione di Metimna che venne salvato da un delfino durante la tirannia del corinzio Periandro, risalente alla fine del VII secolo a.C., suggerisce che Metimna fosse già all'epoca una città prosperosa, con contatti estesi in tutto il mondo greco del periodo.
Erodoto disse che, ad un certo punto del periodo arcaico, Metimna sottomise la città di Arisba sull'isola di Lesbo, aumentando notevolmente il territorio di Metimna e potendo così accedere alla terra fertile intorno al golfo di Kalloni. In seguito Arisba venne distrutta da un terremoto. Secondo lo storico locale Mìrsilo di Metimna, che operò nella prima metà del III secolo a.C., gli abitanti di Metimna fondarono la città di Asso (in greco Ἀσσός?, oggi nota come Behramkale, in Turchia) che si trovava sulla costa dell'Asia Minore di fronte a Metimna; tuttavia, un altro storico locale, Ellanico di Lesbo, scrisse a metà del V secolo a.C. che Asso era semplicemente una fondazione eolica, senza specificarne particolarmente i fondatori: ciò ha portato alcuni storici a dubitare della versione di Mìrsilo, suggerendo invece che si tratti di un esempio di falso storico; tuttavia potrebbe ugualmente essere vero il contrario per quanto riguarda la versione di Ellanico

### Periodo classico

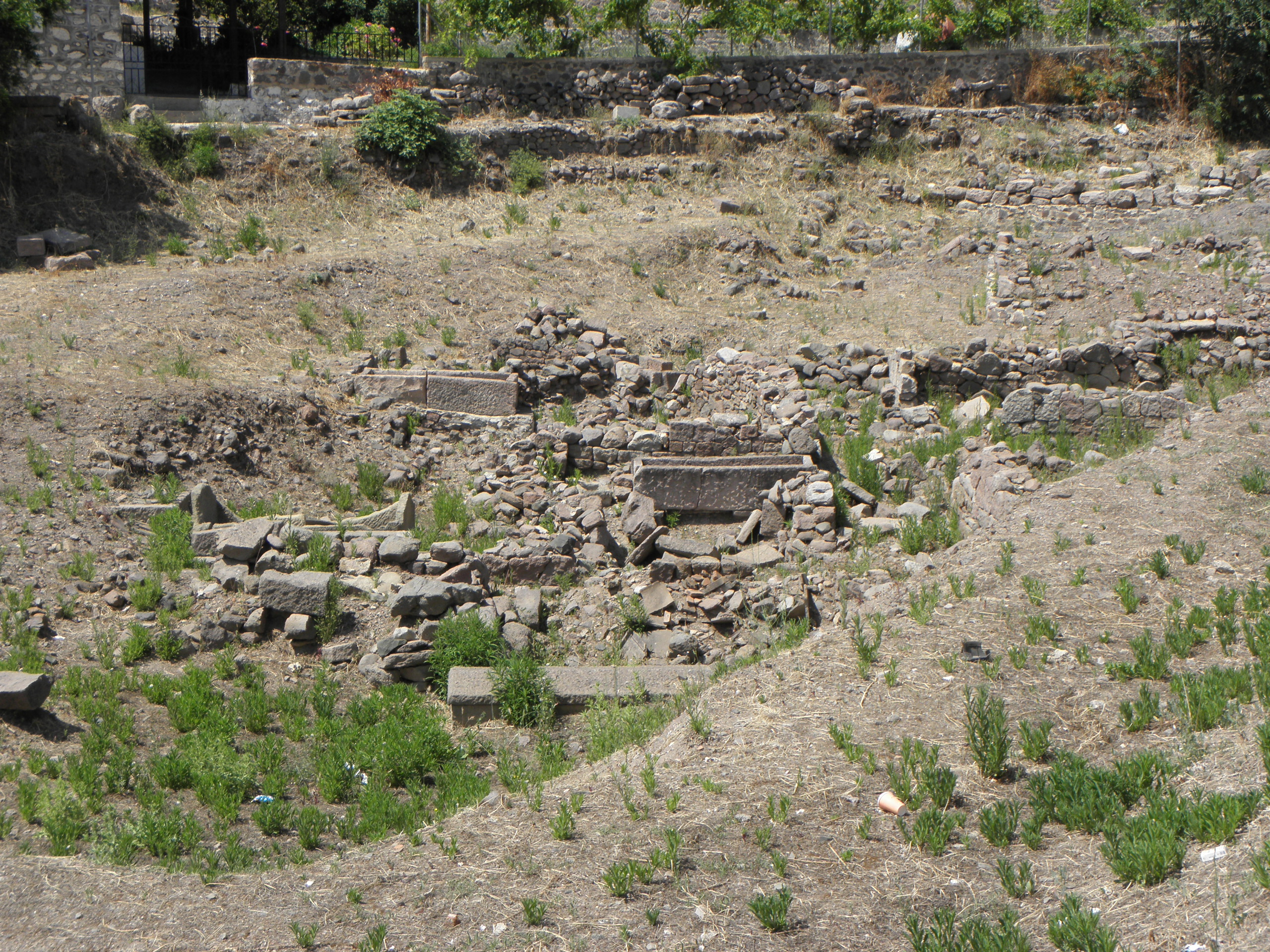
Zona archeologica

Metimna ebbe una storica rivalità di lunga data con Mitilene, e durante la guerra del Peloponneso (431-404 a.C.) si alleò con Atene durante la rivolta mitilenica del 428 a.C., quando tutte le altre città di Lesbo si erano alleate a Mitilene. Quando gli ateniesi posero fine alla rivolta l'anno successivo, solo Metimna venne risparmiata e il suo territorio non divenne una cleruchia. Dopo il 427 a.C., Metimna e Chio furono le uniche città della Lega di Delio a rimanere autogoverni ed esenti da tributo, indicando la posizione privilegiata detenuta da Metimna nell'impero ateniese. Metimna venne brevemente catturata dagli spartani nell'estate del 412 a.C., prima di essere liberata rapidamente dagli ateniesi: nel descrivere questo episodio, lo storico Tucidide indica che i metimniani erano molto più favorevoli ad allearsi con Atene che non con Sparta. Ciò avvenne anche nel 411 a.C., quando un gruppo di metimniani in esilio a Cuma eolica nell'Eolide tentarono di tornare a forza nella loro città, ma furono respinti dalla popolazione. Quando il comandante spartano Kallikratidas assediò Metimna nel 406 a.C., la città rimase fedele alla sua guarnigione ateniese e si tenne fuori, fino a quando non venne tradito da molti traditori. [15]

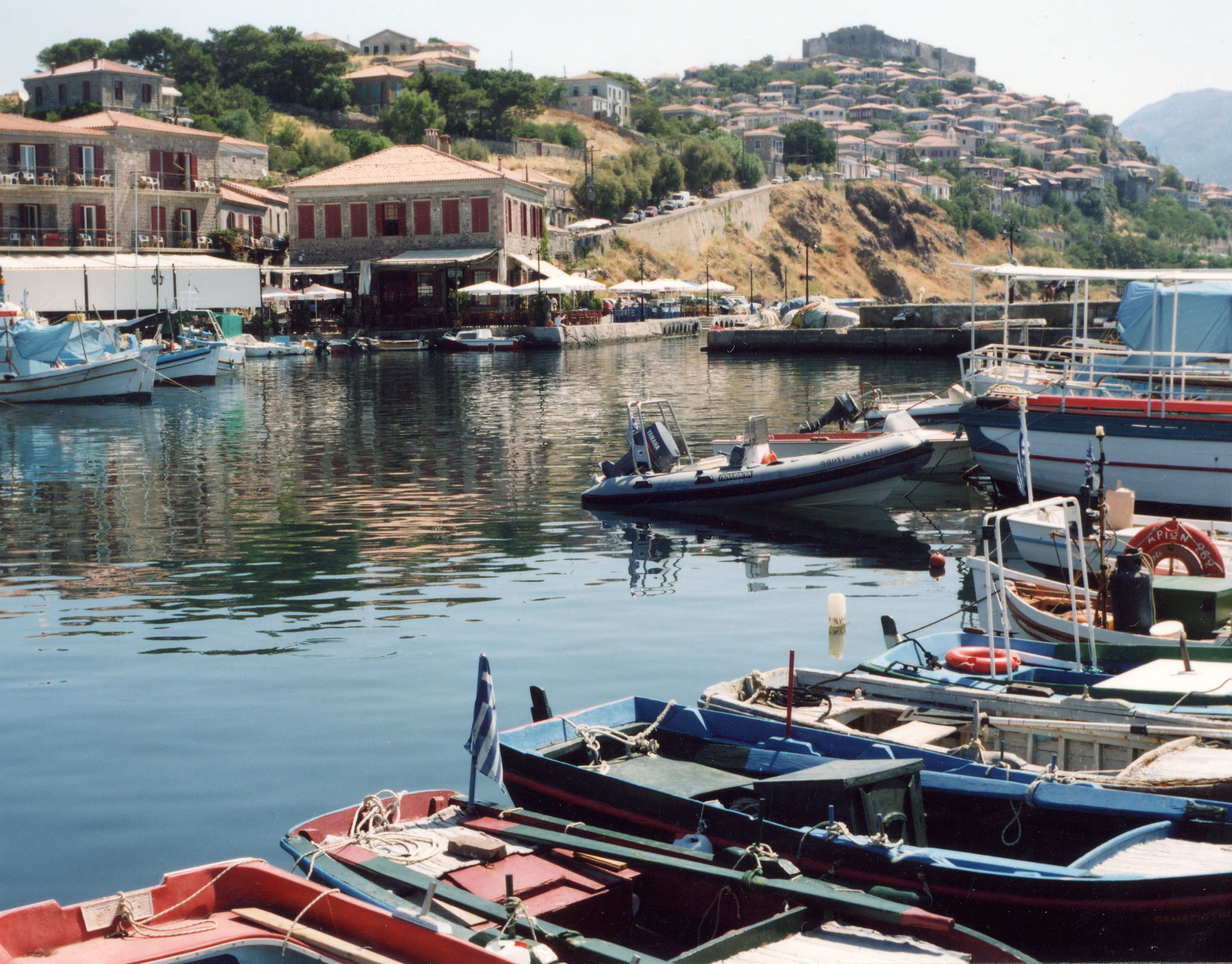
Vista del porto

La conoscenza della storia di Metimna del IV secolo è limitata, ma la sua prominenza come polis è fortemente attestata dalle monete d'argento e bronzo coniate della città. Verso il 340 a.C., il tiranno Cleommide di Metimna espulse i demòcrati della città e rimase in carica per il successivo decennio. Non si conosce cosa sia successo a Cleommene dopo questo, anche se è probabile che sia stato espulso quando l'isola è fu presa nel 336 a.C. da Parmenione e Attalo, generali di Filippo II di Macedonia. Della storia politica dei quattro anni seguenti si sa che Lesbo passò di mano diverse volte tra le forze macedoni di Alessandro Magno e le forze persiane di Memnone di Rodi, il quale catturò Metimna nel 333 a.C., mentre quando l'ammiraglio Egeloco di Macedonia la riconquistò nel 332 a.C. il tiranno era Aristonico, e non più Cleommide. Tuttavia, non è chiaro se Aristonico si sia insediato come tiranno già quando i persiani riconquistarono Metimna nel 335 a.C., o se Cleommede fu reinsediato e Aristonico divenne tiranno solo nel 333 a.C.; ad ogni modo, nel 332 Alessandro Magno mise alla ritrovata democrazia metimmniana del governo di Aristonico, che fu giudicato colpevole e condannato a morte per tortura.

### Periodo ellenistico

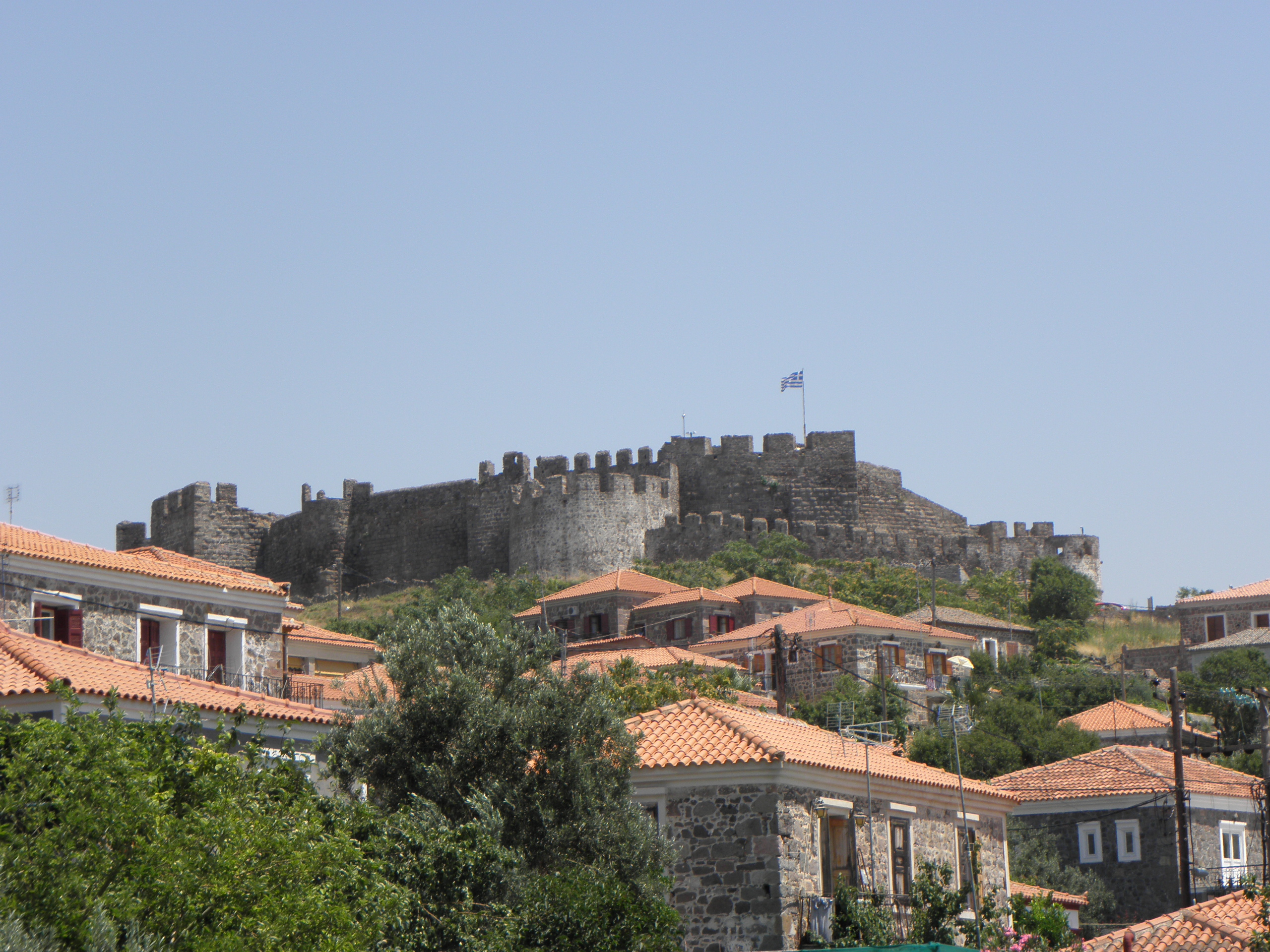
La fortezza genovese

Circa nel 295 a.C., Metimna coniò dracme d'argento per il re Lisimaco, indicando che la città era parte del suo regno in quel momento. Tuttavia, al più tardi del 250 a.C., Metimna entrò sotto il dominio del Regno tolemaico: durante questo periodo, fu organizzata una festa in onore dei Tolomei, la Tolemaia, e i documenti pubblici emanati dalla città furono datati con il calendario tolemaico. Il culto del dio greco-egizio di Serapide fu probabilmente introdotto dai tolemaici a Metimna in questo periodo e rimase parte importante della vita cittadina per diversi secoli.
Nel II secolo a.C., la politica della città di Metimna perseguì la ricerca di legami più stretti con il potere emergente di Roma, a cui rimase fedele durante la guerra macedone e, per questo, nel 167 a.C. venne ricompensata quando i romani punirono la vicina Antissa per disobbedienza e trasferirono il suo territorio sotto Metimna. Il territorio di Metimna fu devastato da Prusia II, re di Bitinia, insieme ad altre città in questa regione verso il 156 a.C., ma i romani poi costrinsero Prusia II a ripagare le riparazioni costate 100 talenti. Un'iscrizione del 129 a.C. mostra che la città era formalmente alleata con Roma. Una dedica alla principessa galaziana Adobogiona (80-50 a.C.), padrona di Mitridate VI del Ponto che fu nemico di lunga data di Roma, può indicare un raffreddamento delle relazioni tra Metimna e Roma, o semplicemente una questione di opportunità politica.

### Periodo romano

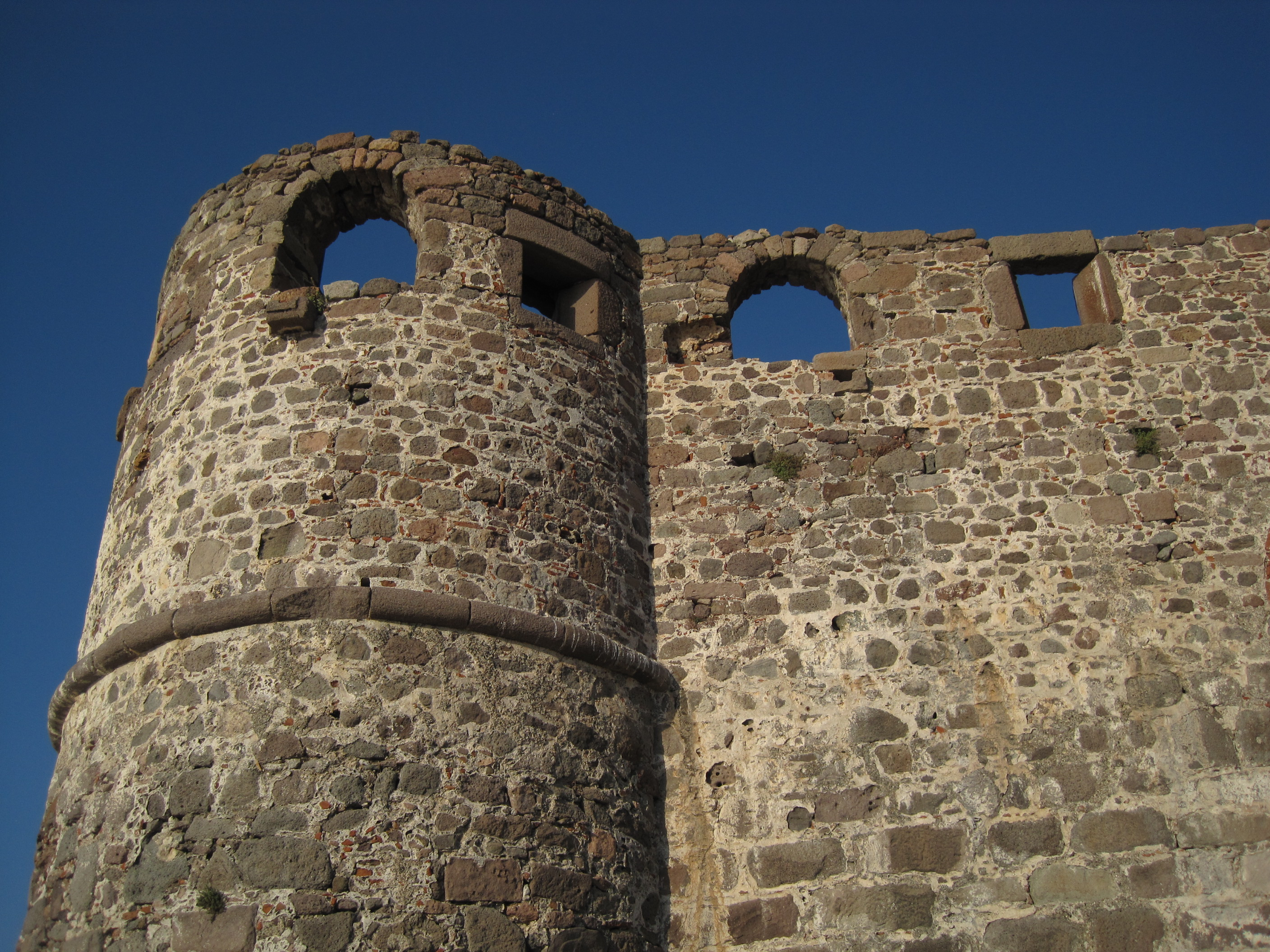
Dettaglio del castello

Metimna era molto nota tra gli antichi romani, grazie alla viticoltura: Virgilio descrisse i vitigni di Methymna come i migliori e più numerosi di Lesbo, mentre Ovidio li ricordò come esempio di qualcosa di proverbialmente numeroso e generoso. Il distintivo forte sapore del vino metimniano è menzionato da Silio Italico, mentre Sesto Properzio lo usa come punto di riferimento quando descrive un altro vino greco. Quando vollero indicare l'eccezionale qualità del vino Falerno prodotto in Campania, Virgilio e Silio Italico dissero questo che superava le migliori annate del vino di Metimna. Orazio citava anche che le uve metiminane erano altrettanto preziose per poter ricavare un eccellente aceto, utilizzato per accompagnare un sontuoso piatto a base di anguilla. Lo scrittore medico Galeno, nativo della vicina Pergamo, considerava eccellenti tutti i vini di Lesbo, ma classificò quello di Metimna al primo posto per la qualità, secondo quello di Ereso e terzo quello di Mitilene. Nel romanzo greco Dafni e Cloe, attributo all'aristocratico mitilense Longo Sofista, la vendemmia venne descritta come il momento più importante dell'anno agricolo e la sua visita annuale coincideva con la fine di questo raccolto.

### Periodo bizantino

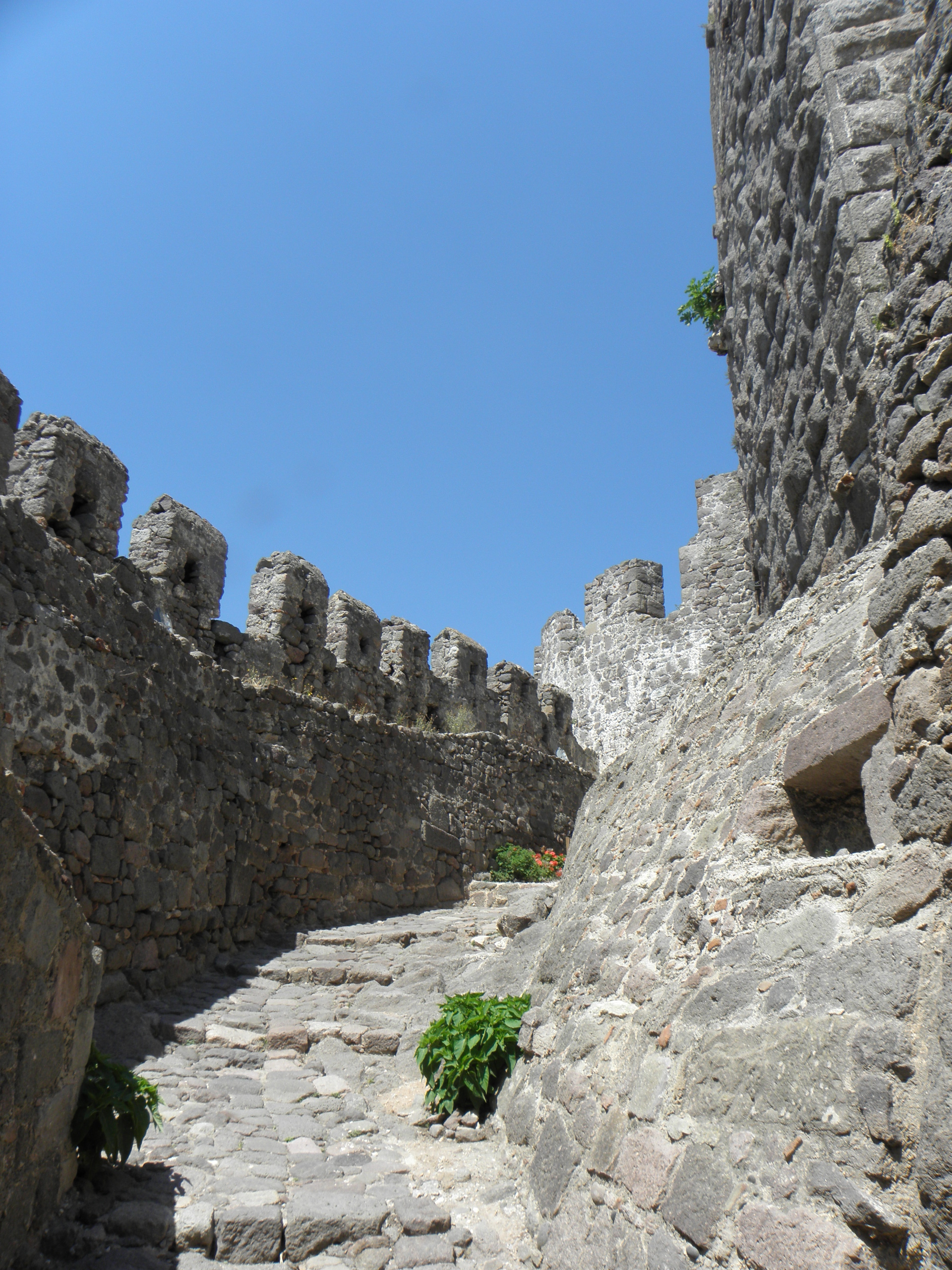
Interno del castello

Il primo vescovo attestato di Methymna fu Christodoros nel 520 d.C.. Nel 640, Metimna fu menzionata come arcidiocesi autocefala nelle Ecthesis attribuite a Epifanio di Salamina, mentre intorno al 1084 venne istituita come sede metropolita sotto l'impero di Alessio I Comneno. La quarta crociata la riportò sotto il controllo della chiesa latina, in forza del quale la chiesa cattolica romana conservò una sede titolare a Metimna (nel 1908 erano presenti 40 fedeli cattolici romani).
Nell'840 la città fu saccheggiata dagli arabi di Creta e molti abitanti furono venduti come schiavi. Le fortificazioni di Metimna vennero rafforzate dopo questo attacco, e ancora alla fine dell'XI secolo, come indicato da un'iscrizione risalente agli anni 1084-1085 di un edificio della città. Alcuni anni più tardi, nel 1089-1090, queste fortificazioni aiutarono gli abitanti di Metimna a respingere con successo un attacco dell'emiro Zachas di Smirne. Queste fortificazioni mantennero al sicuro Metimna quando il Signore genovese di Phokaia, Domenico Cattaneo, catturò il resto di Lesbo nel 1335, ma non riuscì a conquistare né Metimna né la città altrettanto fortificata di Ereso. Insieme con il resto di Lesbo, nel 1355 la città di Metimna venne in possesso della famiglia genovese Gattilusio. In seguito, Metimna respinse una forza invasiva turca nel 1450, ma le sue difese furono vinte da una seconda invasione nel 1458, quando l'ammiraglio turco Ismael sferrò un attacco alla città con una forza di 150 navi. Utilizzata come base navale, l'intera isola fu gradualmente portata sotto il controllo turco dal settembre 1462.

## Periodo ottomano
Chiamata Molyvos sotto l'Impero ottomano, la città fu un kaza del sangiaccato di Metelin nel vilayet di Rodi.
Dopo la sconfitta degli ottomani nella prima guerra balcanica nel 1912, la Grecia liberò Lesbo a seguito del trattato di Londra del 1914.

## Età contemporanea
Nel 1918 venne istituito il comune rurale indipendente di Molybos (Κοινότητα Μολύβου), che l'anno successivo ridenominato l'anno successivo come Metimna (Κοινότητα Μήθυμνης). Nel 1947 ricevette lo staus di comune (Δήμος Μήθυμνης), mentre nel 1971 incorporò l'insediamento di Efthalou, così come di Árgennos, Lepetymnos e Sykamineas nel 1997. Con la riforma amministrativa del 2010, l'unità municipale di Mithymna venne incorporato nel nuovo comune di Lesbo (Δήμος Λέσβου).

## Monumenti e luoghi d'interesse

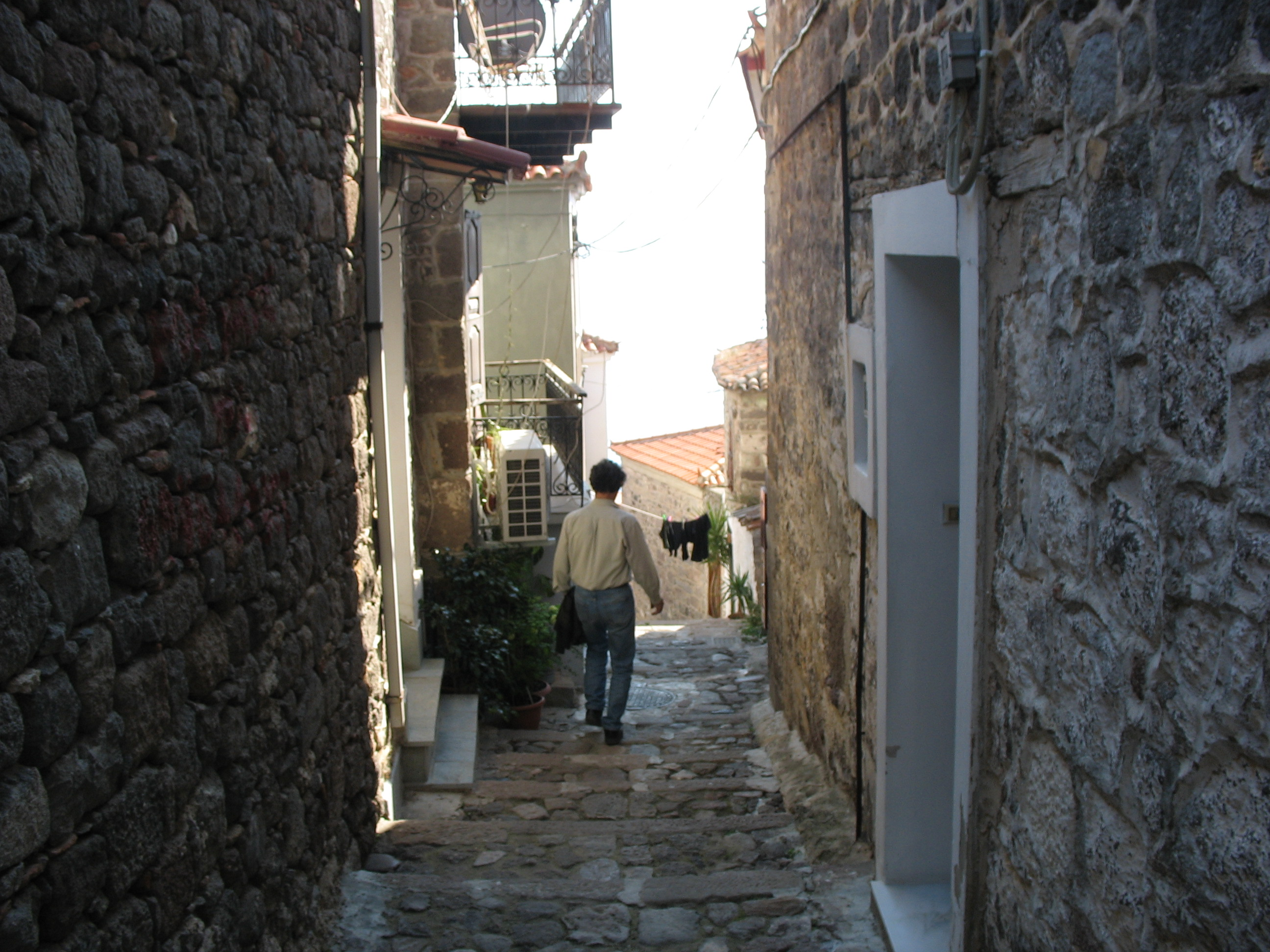
Una stretta via di Metimna

La città è caratterizzata dai suoi edifici in pietra. Un regolamento comunale richiede che tutte le case devono essere costruite solo con pezzi di pietra, per preservare il carattere autentico. La città è costruita sulle pendici di una collina e ha ripide stradine chiuse al traffico. Dal 2008 si è iniziato a interrare le linee elettriche aeree antiestetiche.
Intorno al porto dei pescatori vi è l'area commerciale, con negozi e ristoranti. La piccola scala, questo posto è molto popolare con i turisti.
Il castello che domina la città sarebbe stato conquistato, secondo la tradizione locale, da Achille durante la guerra di Troia. Più verosimilmente, il castello fu probabilmente ricostruito sui resti di un'antica fortificazione della collina verso il VI secolo durante il regno di Giustiniano I, imperatore bizantino noto per la sua attività di costruzione. Nel 1128 fu conquistato dai veneziani e dal 1204 al 1287 fu sotto il dominio di Baldovino I di Costantinopoli. Secondo altri storici, il castello fu costruito solo dopo la metà del XIII secolo per consentire la difesa dagli invasori turchi e franchi, anche se proprio verso la fine del XIII secolo passò nelle mani dei catalani. Nel 1373 il castello venne ristrutturato dal genovese Francesco Gattilusio, che sposò la figlia dell'imperatore Giovanni V Paleologo. La forma attuale del castello è il risultato dei lavori del XIV secolo e delle aggiunte ottomane successive al 1462.

## Provincia
La provincia di Metimnia (Επαρχία Μήθυμνας) è stata una delle province della prefettura di Lesbo. Il suo territorio corrispondeva a quello delle attuali unità comunali Methimna, Agia Paraskevi, Eresos-Antissa, Kalloni e Petra. Venne abolita nel 2006.

## Popolazione

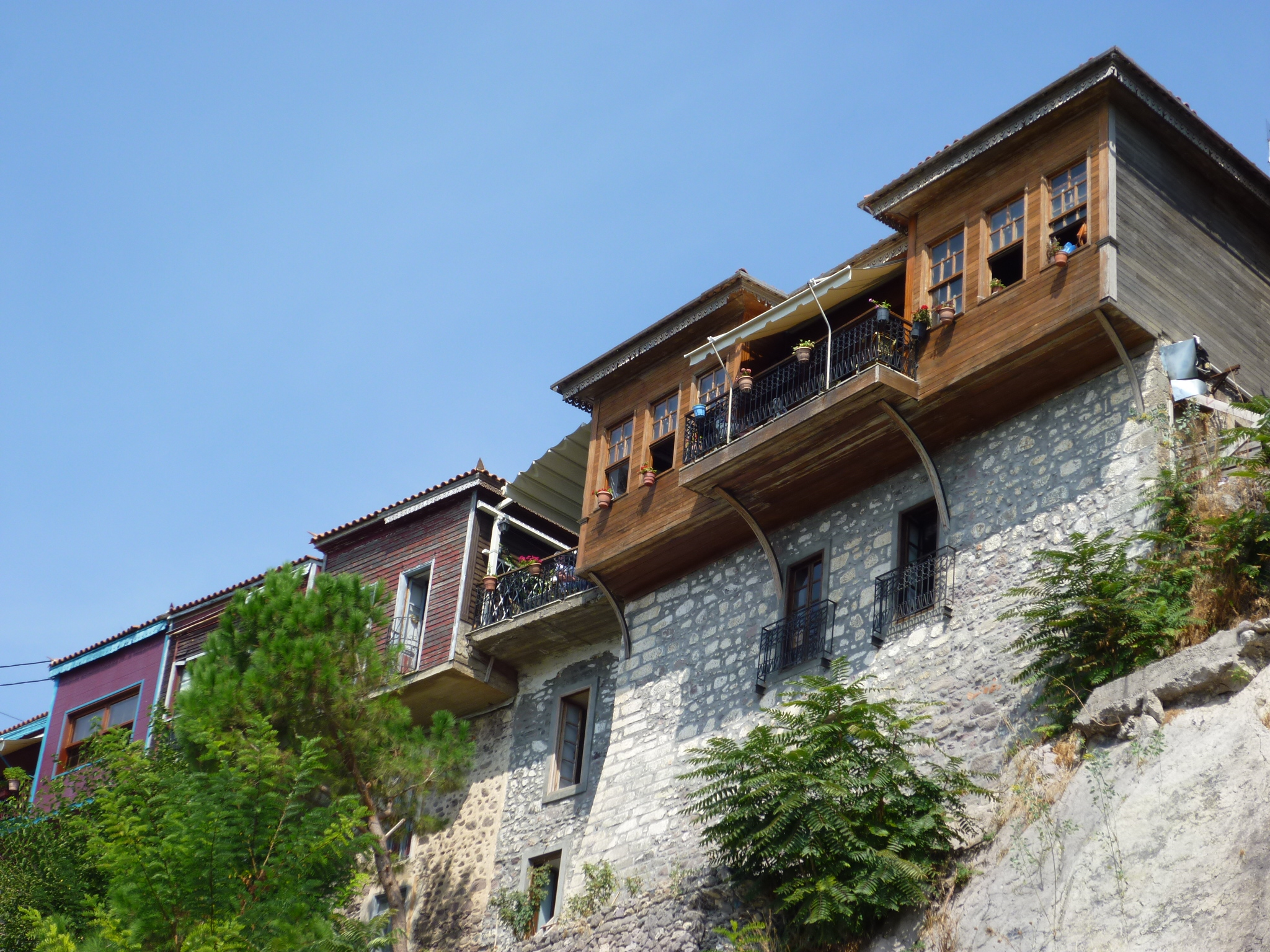
Case tipiche di Metimna

| Anno | Abitanti della città | Popolazione dell'unità municipale |
| ---- | -------------------- | --------------------------------- |
| 1981 | 1427                 | -                                 |
| 1991 | 1333                 | 2359                              |
| 2001 | 1497                 | 2433                              |
| 2011 | 1399                 | 2255                              |

## Economia
L'economia è basata principalmente sul turismo, sulla pesca e sull'agricoltura, in particolare per la produzione di olio d'oliva.
Nelle vacanze estive molti residenti della città greche loro case ai turisti.
Nei pressi della città vi è una lunga spiaggia, con varie attività ricreative tra cui il kitesurfing, e un porto dal quale partono piccole imbarcazioni dirette a Skála Sikaminiás. Nelle vicinanze di Eftalou si trova una sorgente calda.
Nei mesi estivi, un autobus navetta collega più volte al giorno con Anaxos Petra. Mitilene è raggiungibile in circa un'ora e mezza di autobus.
Anche se Metimna, insieme a Petra, è il centro turistico principale della zona, con complessi alberghieri sparsi, la città conserva ancora l'atmosfera originale.

## Citazioni in letteratura
A Metimna si svolgono alcune vicende del noto romanzo di Andrea De Carlo, Due di due (Milano, Mondadori, 1989, cap. 21 e 22).